# Bactrocera tinomiscii
Bactrocera tinomiscii är en tvåvingeart som beskrevs av Drew 1989. Bactrocera tinomiscii ingår i släktet Bactrocera och familjen borrflugor. Inga underarter finns listade.